# 山本英樹
山本 英樹（やまもと ひでき、1933年6月1日 - 2018年3月25日）は、日本の経営者。日東電工社長を務めた。大阪府出身。

## 経歴
1956年に大阪大学薬学部を卒業し、同年に日東電気工業(のちの日東電工)に入社。1983年6月に取締役に就任し、1989年6月に常務、1995年6月に専務を経て、1996年6月に社長に就任。2001年4月に会長に就任。
2018年3月25日慢性閉塞性肺疾患のために死去。84歳没。